# Cilaos
Cilaos è un comune francese di 6 088 abitanti situato nel dipartimento d'oltre mare di Réunion.
Detiene il record di quantità di pioggia caduta in 24 ore, in quanto tra il 15 e il 16 marzo 1952, caddero 1870 mm di pioggia.

## Storia

### Simboli
Gli alberi rappresentano la foresta che ricopre gran parte dell'isola; nello scudetto centrale, il getto d'acqua simboleggia le sorgenti, i ruscelli, i torrenti e le cascate presenti sul territorio.

## Amministrazione

### Gemellaggi
Chamonix-Mont-Blanc